# ISO/IEC 13335
Die Normenreihe ISO/IEC 13335 war eine umfassende Sammlung von fünf Normdokumenten zum Management von Informationssicherheit, entwickelt hauptsächlich für große Unternehmen. Sie bestand aus folgenden Teilen:
| Teil | Deutscher Titel                            | Letzter Stand | Zurückziehdatum |
| ---- | ------------------------------------------ | ------------- | --------------- |
| 1    | Konzepte und Modelle für IuK-Sicherheit    | 19. Nov. 2004 | 22. März 2010   |
| 2    | Management und Planung von IT-Sicherheit   | 25. Dez. 1997 | 19. Nov. 2004   |
| 3    | Verfahren für das IT-Sicherheitsmanagement | 11. Juni 1998 | 4. Juni 2008    |
| 4    | Auswahl von Sicherheitsmaßnahmen           | 2. März 2000  | 4. Juni 2008    |
| 5    | Management Guide für Netzwerksicherheit    | 25. Okt. 2001 | 19. Aug. 2008   |

Teil 1 der Normenreihe war als DIN-Norm DIN ISO/IEC 13335-1 Informationstechnik – Sicherheitsverfahren – Management von Sicherheit in der Informations- und Kommunikationstechnik (IuK) – Teil 1: Konzepte und Modelle für IuK-Sicherheit veröffentlicht.
Die Norm wurde von der ISO zurückgezogen und unter anderem durch ISO/IEC 27005 ersetzt.